# Curno
Curno är en ort och kommun i provinsen Bergamo i regionen Lombardiet i Italien. Kommunen hade 7 534 invånare (2018).